# Abludomelita kodiakensis
Abludomelita kodiakensis är en kräftdjursart. Abludomelita kodiakensis ingår i släktet Abludomelita och familjen Melitidae. Inga underarter finns listade i Catalogue of Life.